# Rami Nieminen
Rami Nieminen (Tampere, 25 februari 1966) is een voormalig profvoetballer uit Finland, die speelde als verdediger. Hij beëindigde zijn actieve loopbaan in 2004 bij de Finse club FC Jazz Pori.

## Interlandcarrière
Nieminen, bijgenaamd Raikka, kwam in de periode 1993-1996 in totaal vijftien keer uit voor de nationale ploeg van Finland. Hij maakte zijn debuut onder leiding van bondscoach Tommy Lindholm op 28 januari 1993 in de vriendschappelijke wedstrijd tegen Kameroen (2-0) in Chennai. Hij viel in dat duel na 68 minuten in voor Aki Hyryläinen.

## Erelijst
FC Jazz Pori
- Fins landskampioen

1993, 1996